# Grazia preveniente
La grazia preveniente (o grazia abilitante) è un concetto della teologia cristiana radicato nell'arminianesimo, sebbene sia dapprima apparso nella teologia cattolica. Esso afferma che la grazia divina precede le decisioni umane. In altre parole, Dio inizia a mostrare amore a ogni persona a un certo punto della sua vita.
La grazia preveniente è abbracciata principalmente dai cristiani arminiani che sono influenzati dalla teologia di Jacob Arminio o di John Wesley. Gli arminiani wesleyani credono che la grazia consenta l'accettazione personale del dono divino della salvezza, ma che non l'assicuri necessariamente. Nel linguaggio del XVIII secolo, Wesley si riferiva tipicamente ad essa come grazia preveniente. La dottrina è simile a quella nota come convinzione della grazia.

## Definizione
Il concetto di "grazia preveniente" fu definito e sviluppato da Agostino di Ippona (354 – 430), sulla base degli scritti di Sant'Ambrogio (c. 339 – c. 397). La grazia preveniente si riferisce alla grazia di Dio che precede la conversione religiosa di una persona.  L'espressione originale (latino: gratia praeveniens) significa letteralmente "grazia che viene prima". La parola "preveniente" deriva da un uso inglese arcaico che significa "anticipare", "venire prima" o "precedere". Essa presenta delle affinità con la dottrina chiamata anche convinzione.
La dottrina è diversa a seconda delle denominazioni religiose:
- Nella teologia wesleyana-arminiana, è una grazia abilitante che aiuta a credere.[7][8]
- Nella teologia del cattolicesimo romano, è una grazia che aiuta a credere.[9][10]
- Nella teologia riformata, è paragonabile contemporaneamente a due concetti: la grazia comune[11][12][13] che non migliora la natura dell'uomo peccatore non rigenerato a vita nuova, e che non ha scopo salvifico; la chiamata effettuale con cui Dio chiama a credere senza possibilità di resistenza.[14][15]

La grazia preveniente deve essere distinta da ogni successiva grazia di Dio. La natura della grazia successiva differisce, a seconda del punto di vista, sulla natura deterministica o non deterministica della provvidenza di Dio. Ad esempio, John Wesley distinse due forme di grazia successiva: la "grazia giustificante " (chiamata anche grazia salvifica) e la "grazia santificante ". Secondo i wesleyani, è possibile resistere e rifiutare queste successive forme di grazia (grazie resistenti). Al contrario, i calvinisti considerarono la grazia giustificante come una grazia irresistibile.
Il teologo battista arminiano Free Will Robert E. Picirilli afferma che la parola "preveniente" deriva dall'inglese arcaico dove significa "anticipare", "venire prima" o "precedere". Picirilli dice che un buon sinonimo di "grazia preveniente" è quello di "grazia abilitante", in quanto fa credere all'uomo peccatore.
La Chiesa del Nazareno ha fatto della grazia preveniente uno dei suoi sedici "Articoli di Fede" che si trovano nel Manuale del Nazareno.
Thomas C. Oden della Drew University definisce la grazia preveniente come "la grazia che inizia a consentire a uno di scegliere ulteriormente di cooperare con la grazia salvifica. Offrendo alla volontà il ripristino della capacità di rispondere alla grazia, la persona può quindi diventare liberamente e sempre più attiva e disponibile nel partecipare alla ricezione delle condizioni per la giustificazione”.
Il Battesimo dei bambini è visto nel Metodismo come una celebrazione della grazia preveniente. Esso è ritenuto importante (ma non essenziale) nel cammino di fede del credente.

## Storia

### Origini
La nozione di "grazia preveniente" (latino: gratia praeveniens) fu sviluppata da Agostino di Ippona (354 – 430), insieme alle nozioni di "grazia operante" e di "grazia cooperativa". In reazione al pelagianesimo, Agostino affermava che la grazia preveniente è necessaria per predisporre la volontà umana alla conversione. Pelagio si era appellato a sant'Ambrogio (c. 339 – c. 397), al quale Agostino aveva risposto con una serie di citazioni di Ambrogio che indicavano la necessità della grazia preveniente. Inoltre, Agostino nominò il libero arbitrio deprivato dell'aiuto della grazia preveniente come "libero arbitrio prigioniero" (latino: liberum arbitrium captivatum)., che invece per l'azione della grazia diventa un "arbitrio liberato " o letteralmente un "libero arbitrio liberato" (latino: liberum arbitrium liberatum).

### Sviluppi
Nel 529, al Secondo Concilio di Orange, la questione in esame era se si dovessero affermare le dottrine di Agostino sulla provvidenza di Dio o se si potesse affermare il semi-pelagianesimo. Il semi-pelagianesimo era una forma moderata di pelagianesimo che insegnava che il primo passo della salvezza avviene per tramite della volontà umana e non per grazia di Dio.
La determinazione del Concilio potrebbe essere considerata "semi-agostiniana". I suoi canoni affermavano che la fede, pur restando atto libero dell'uomo, risultava fin dai suoi inizi dalla grazia di Dio, che illumina la mente umana permettendole di credere. Questo descrive l'operazione della grazia preveniente che permette, a coloro che ancora nn sono stati rigenerati a vita nuova, di pentirsi nella fede. D'altra parte, il Concilio di Orange condannò alla dannazione l'insegnamento agostiniano della predestinazione.
I canoni del Concilio citano direttamente l'opera di Agostino relativa al concetto di grazia preveniente (canoni 1, 2, 5, 6, 7). Scrivendo a Cesario di Arles, Papa Bonifacio II confermò la nozione di grazia preveniente: «Per autorità della Sede Apostolica, [noi] confermiamo la vostra confessione, nella quale in senso contrario spiegate che la retta fede in Cristo e il principio di ogni buona volontà, secondo la verità cattolica, negli animi dei singoli è ispirata dalla grazia precedente di Dio».

## Nella teologia-arminiana
La grazia preveniente è un concetto radicato nella teologia arminiana. Jacobus Arminius affermava la tesi della depravazione totale, ma credeva che la grazia preveniente consentisse alle persone di rispondere all'offerta salvifica di Dio:
Il teologo Robert E. Picirilli scrive, citando Arminius, che: "Ciò che Arminius intendeva per "grazia preveniente" era quella grazia che precede l'effettiva rigenerazione e che, tranne quando alla fine resiste, porta inevitabilmente alla rigenerazione. Fu pronto ad osservare che questo "ausilio dello Spirito Santo" è sufficiente per «tenersi alla massima distanza possibile dal pelagianesimo».
Nel suo sermone n. 85 intitolato "On Working Out Our Own Salvation", Wesley asserì che la grazia preveniente suscita "il primo desiderio di compiacere Dio, la prima alba di luce riguardo alla sua volontà e la prima lieve convinzione transitoria di aver peccato contro di lui".
Wesley sottolineò che la grazia preveniente era la soluzione a due grandi problemi del Cristianesimo: la fede nel peccato originale e la dottrina protestante della salvezza per sola grazia. Wesley pensava che la grazia preveniente consentisse alle dottrine del peccato originale e della salvezza per grazia di coesistere, conciliando la sovranità e santità di Dio con la libertà umana.
Thomas Oden definisce la grazia preveniente come "la grazia che inizia a consentire a uno di scegliere ulteriormente di cooperare con la grazia salvifica. Offrendo alla volontà il ripristino della capacità di rispondere alla grazia, la persona può quindi diventare liberamente e sempre più un partecipante attivo e disponibile nel ricevere le condizioni di giustificazione".
I wesleyani generalmente distinguono due forme di chiamata relative alla grazia preveniente:
1. una chiamata universale, che è l'influsso segreto dello Spirito Santo sulla coscienza;
2. una chiamata diretta attraverso la parola rivelata come si trova nelle Sacre Scritture.

John Wesley adattò gli articoli della religione metodista ad uso dei fedeli americani. Con un linguaggio molto simile tra esso e l'articolo VII del Manuale, l'articolo VIII afferma: "La condizione dell'uomo dopo la caduta di Adamo è tale che egli non può volgersi e prepararsi, con le proprie forze e opere naturali, alla fede e alla chiamata di Dio; pertanto non abbiamo il potere di fare opere buone, gradite a Dio, senza che la grazia di Dio per mezzo di Cristo ci impedisca [precedendo], perché possiamo avere una volontà buona ed essa possa operare con noi, quando abbiamo il bene come volontà". Tale tesi fu derivata direttamente dall'articolo X dei Trentanove articoli di religione della Chiesa d'Inghilterra (1563).
L'articolo VIII è la dottrina ufficiale per molte denominazioni del movimento wesleyano o della santità come la United Methodist Church, la Chiesa del Nazareno o la Pillar of Fire Church.
La maggior parte degli inni metodisti ha una sezione riguardante la grazia preveniente, ad esempio nel più recente The United Methodist Hymnal (del 1989). Uno degli inni più noti scritti sulla dottrina è "Come, Sinners, to the Gospel Feast". Allo stesso modo, procedono "Sinners, Turn: Why Will You Die" e "Depth of Mercy".

### Obiezioni
Alcuni calvinisti (fra gli altri) si riferiscono in modo derisorio al concetto wesleyano di grazia preveniente come a una sorta di "abilitazione universale" non giustificata dalla Bibbia, secondo cui Dio ha donato a ogni individuo la capacità di cercarLo e di scegliere la salvezza.
Essi sostengono che, poiché questa grazia è presumibilmente data a tutti allo stesso modo, il fattore determinante nella salvezza diventa la volontà dell'uomo. Per la salvezza sono richieste la volontà e la libera adesione dell'uomo alla grazia preveniente, fatto che equivale ad un rifiuto implicito della dottrina della salvezza per sola grazia.
I wesleyani-arminiani obiettano che, secondo il loro punto di vista, sia la predisposizione che l'effettiva attivazione della salvezza sono solo per grazia; prima per grazia preveniente, poi per grazia giustificante. In secondo luogo, riguardo al fattore determinante della salvezza, osservano che il calvinismo insegna la compatibilità del determinismo divino e della responsabilità morale personale. In questa prospettiva calvinista, l'uomo è responsabile della sua scelta quando agisce volontariamente, anche se la sua volontà di aderire alla grazia è determinata da Dio. Così, poiché l'uomo giunge alla fede volontariamente, ne consegue che l'uomo è moralmente responsabile della sua fede. Quindi, sembra che se i calvinisti vogliono rimanere coerenti con la propria tesi, non possono affermare che la responsabilità morale della scelta di fede rende questa scelta un'opera buona: la grazia di DIo è la condizione di possibilità a cui l'uomo si limita ad adeerire, motivo per cui la fede è più un'opera di Dio che un'opera buona dell'uomo.

## Nella teologia cattolica
Il Catechismo della Chiesa Cattolica spiega: «Nessuno può dire 'Gesù è Signore' se non per mezzo dello Spirito Santo. Ogni volta che iniziamo a pregare Gesù, è lo Spirito Santo che ci attrae sulla via della preghiera con la sua grazia preveniente».
Il Secondo Concilio di Orange del 529 affermò che la fede, sebbene sia un atto libero, deriva fin dall'inizio dalla grazia di Dio, che illumina la mente umana e ne è condizione di possibilità.
Nel Canone 18 si afferma "che la grazia non è preceduta da meriti. Una ricompensa è dovuta alle buone opere, se sono compiute; ma la grazia, che non è dovuta, precede, affinché possano essere fatte" (San Prospero)". Nel canone 23 si afferma che Dio predispone le nostre volontà affinché desiderino il bene. Il canone 25 afferma: "In ogni opera buona, non siamo noi che cominciamo... ma Egli (Dio) ci ispira per primo la fede e l'amore per Lui, senza alcun nostro merito pregresso".
La grazia preveniente (dal latino "venire prima") fu discussa nel quinto capitolo della sesta sessione del Concilio di Trento (1545-1563) che usò la frase: a Dei per dominum Christum Iesum praeveniente gratia ("una grazia predisponente di Dio per mezzo di Gesù Cristo").  Coloro che si sono allontanati da Dio a causa dei peccati sono disposti dalla grazia di Dio a ritornare alla Trinità ad essere giustificati a seguito di una libera adesione a quella grazia.

## Nella teologia riformata
I calvinisti hanno una propria dottrina della grazia preveniente, che identificano con la chiamata effettuale e che è immediatamente e necessariamente seguita dalla fede. La fede è causa necessaria e sufficiente di salvezza. A causa della necessità della salvezza in seguito a questa dispensazione della grazia preveniente, la grazia giustificante è chiamata grazia irresistibile.
La grazia preveniente di Wesley contrasta anche con la concezione calvinista della grazia comune mediante la quale Dio mostra misericordia generale per tutti, limita il peccato e dà all'umanità una conoscenza di Dio, della propria peccaminosità e della necessità di salvezza dal peccato.
Si dice quindi che la grazia comune lasci le persone senza valide giustificazioni per i propri peccati. Gli arminiani obiettano che la grazia comune calvinista lascia le persone assolutamente incapaci di raggiungere Dio (un punto su cui i calvinisti concordano) e quindi non credono che essa cancelli il motivo per peccare.